# Râul Lazăr, Vaslui
Râul Lazăr este un curs de apă, afluent al râului Vaslui. 